# Guanba Xiang (socken i Kina)
Guanba Xiang (kinesiska: 官坝乡) är en socken i Kina. Den ligger i provinsen Hunan, i den södra delen av landet, omkring 320 kilometer nordväst om provinshuvudstaden Changsha.
Genomsnittlig årsnederbörd är 1 738 millimeter. Den regnigaste månaden är september, med i genomsnitt 307 mm nederbörd, och den torraste är december, med 21 mm nederbörd.